# Schoenoplectiella senegalensis
Schoenoplectiella senegalensis är en halvgräsart som först beskrevs av Ernst Gottlieb von Steudel, och fick sitt nu gällande namn av Kaare Arnstein Lye. Schoenoplectiella senegalensis ingår i släktet Schoenoplectiella och familjen halvgräs. IUCN kategoriserar arten globalt som livskraftig. Inga underarter finns listade i Catalogue of Life.